# Zmienna tablicowa
Zmienna tablicowa – w informatyce zmienna, która może przechowywać wiele wartości tego samego typu jednocześnie (w postaci tablicy). Taką zmienną jest np. tablica liczb a = [1, 2, 3, 4], ponieważ przechowuje ona cztery wartości jednocześnie.
Oto kilka przykładów definicji zmiennej tablicowej o nazwie „abc” w różnych językach programowania (type_name to nazwa użytego typu danych, n to rozmiar zdefiniowanej tablicy, val1, val2, ... , valn to przechowywane w tablicy wartości):
```
C/C++:        
type_name
 abc[
n
];
              
type_name
 abc[
n
] = { 
val1
, 
val2
, ... , 
valn
 };
```

```
Java
:         
type_name
[] abc;
              
type_name
[] abc = { 
val1
, 
val2
, ... , 
valn
 };
```

```
Pascal
:       var abc : array[1..
n
] of 
type_name
;
              var abc : array[1..
n
] of 
type_name
 := [
val1
, 
val2
, ... , 
valn
];
```

```
Ocaml
:        let abc = [| 
val1
; 
val2
; ... ; 
valn
 |];;
```

```
Fortran
:      
type_name
 abc(
n
)
```